# Konrad von Hochstaden
Konrad von Hochstaden, também Konrad von Are-Hochstaden (* c. 1205 (820 anos); † 28 de setembro de 1261) foi denominado como Konrad I. arcebispo de Colônia, de 1238 a 1261.